# کایلا مک براید
کایلا مک براید (انگلیسی: Kayla McBride؛ زادهٔ ۲۵ ژوئن ۱۹۹۲) بازیکن بسکتبال اهل ایالات متحده آمریکا است.
وی در مسابقات کشوری و بین‌المللی در مجموع برندهٔ ۱ مدال طلا شده‌است.